# Казе ди Дуда (Фиренца)
Казе ди Дуда је насеље у Италији у округу Фиренца, региону Тоскана.
Према процени из 2011. у насељу је живело 19 становника. Насеље се налази на надморској висини од 446 м.